# 洛杉磯湖 (加利福尼亞州)
洛杉磯湖（英語：Lake Los Angeles）是位於美國加利福尼亞州洛杉磯縣的一個人口普查指定地區。

## 地理
洛杉磯湖的座標為34°37′04″N 117°50′01″W / 34.61778°N 117.83361°W，而該地最高點為海拔高度811米（即2661英尺）。

## 人口
根據2010年美國人口普查的數據，洛杉磯湖的面積為25.355平方千米，當中陸地面積為25.229平方千米，而水域面積為0.126平方千米。當地共有人口12328人，而人口密度為每平方千米486人。